# E382 (Ecuador)
De E382 of Vía Colectora T del Carmen-Pedernales (Verzamelweg T del Carmen-Pedernales) is een secundaire nationale weg in Ecuador. De weg loopt van T del Carmen naar Pedernales.